# Дейтон, Уильям
Уильям Льюис Дейтон (англ. William Lewis Dayton; 17 февраля 1807 — 1 декабря 1864) — американский политик из Нью-Джерси, начавший свою карьеру в Партии вигов, а затем представлявший Республиканской партии. На президентских выборах 1856 года он стал первым кандидатом от республиканцев на пост вице-президента, баллотируясь вместе с Джоном Фримонтом, но проиграл выборы. Во время гражданской войны Дейтон был послом США во Франции, где он стремился помешать признанию Францией Конфедеративных Штатов Америки.

## Ранняя жизнь
Дейтон родился в Баскинг-Ридже в Нью-Джерси в семье фермера Джоэла Дейтона (1776—1833) и Нэнси (Льюис) Дейтон (1787—–1866). Его отец не был богат, но большая семья Дейтонов долгое время пользовалась известностью в Нью-Джерси. Уильям был внучатым племянником Элиаса Дейтона и троюродным братом Джонатана Дейтона. Он окончил Колледж Нью-Джерси (ныне Принстонский университет) в 1825 году, после чего изучал право у Питера Дюмонта Врума, был принят в коллегию адвокатов в 1830 году и стал адвокатом в Фриголде.

## Политическая карьера
В 1837 году Дейтон был избран в Законодательный совет Нью-Джерси, а в 1838 году стал заместителем судьи Верховного суда Нью-Джерси. После смерти сенатора Сэмюэля Саутхарда он был назначен в Сенат на срок, заканчивающийся в 1845 году. Будучи сенатором, Дейтон выступал против попыток снижения тарифов, утверждая, что это нанесет ущерб фермерам и бизнесу в случае принятия. Хотя он находил переговоры о территории Орегона «приемлемыми», Дейтон осудил аннексию Техаса как попытку распространения рабства и считал американо-мексиканскую войну бесчестной. После завершения конфликта Дейтон поддержал условие Уилмота и голосовал против Компромисса 1850 года, считая, что он слишком сильно уступает интересам сторонников рабства. В 1845 году он был переизбран законодательным собранием Нью-Джерси как виг, но проиграл выборы в 1851 году.
В 1856 году Дейтон был выбран молодой Республиканской партией в качестве первого кандидата на пост вице-президента Соединенных Штатов, победив Авраама Линкольна на Филадельфийском съезде. Вместе с кандидатом на пост президента Джоном Фримонтом он проиграл Джеймсу Бьюкенену и Джону Брекинриджу от демократов. После этого он занимал пост генерального прокурора Нью-Джерси до 1861 года, когда его бывший соперник, президент Линкольн, назначил его послом во Франции. Он служил с мая 1861 года до своей смерти в декабре 1864 года. Его служба охватила большую часть гражданской войны в США.
Во Франции Дейтон успешно препятствовал признанию Конфедерации правительством Наполеона III. Дейтон умер в Париже и был похоронен на кладбище Ривервью в Трентоне, штат Нью-Джерси.

## Наследие
Сын Дейтона, Уильям Льюис Дейтон-младший был американским послом в Нидерландах при президенте Честере Артуре.